# サマンサ・アナンサ
サマンサ・アナンサ は日本のタレント、ドラァグクイーン 。10月生まれ、血液型B型。松竹芸能に所属。

ANAグループOB。同社に長年勤めていたが、日頃より親交のあったナジャ・グランディーバからテレビ出演を勧められ、人生観を見直し退職。後に明石家電子台のオンエアの日に退職したことを、同番組2度目の出演を期に公表した。ナジャ・グランディーバは「本当に辞めると思わなかった。」と述べ、明石家さんまは「がんばれよ！」と奨励し「踊るさんま御殿も目指して」と伝えた。このことが記事になり以降仕事が増えた為、明石家さんまに感謝している。それがきっかけで踊るさんま御殿のオーディションを受けたが、未だ出演に至っていないことを公表し、同番組にオーディション制があることが話題になる。 

## 来歴

### 生い立ち
日本で生まれる。
3才から音楽や英語に触れ、アメリカの高校を卒業。幼少期より声楽やツアーを通して多ジャンルのアーティスト・音楽と触れ合う。 

ピアノは譜面通りの演奏が苦手であったが、アレンジやメロディー制作には定評があり、中学時代は一度に2～3クラスから学級歌の制作を頼まれ、ゴーストライターをしていたという。8クラス中、必ず上位3位が制作したクラスだった。
高校時代アメリカでは、コンサートバンドとマーチングバンドに所属したが、顧問からボーカルの掛け持ちも勧められたため、毎日いずれかのレッスンや演奏を行き来していた。トリプルA+のハイスコアが評価され、昨今ウェストンノーブル 氏 (北米の音楽教育者)で知られる、LUTHER COLLEGE(Decorah,IA)で開かれる音楽集中キャンプ、Dorian Vocal FestivalのHonorable代表メンバーに推薦され、州内外の代表と共にカレッジキャンプに参加した経験がある。
大学在学中にも渡米。その帰路にて同時多発テロの経験により大学卒業後は航空業界を目指す。大手航空会社ANAグループにて長年
国際線スペシャリストをはじめ、総務・人事等、複数の部署にて勤務をしていた経験から、航空サービスに詳しい。 人事やインストラクションの経験からサービス面の他、コミュニケーション法、印象評価にも詳しい。

### 活動歴
活動のきっかけは、2004年に日頃より親交のあったナジャ・グランディーバのアドバイスでドラァグクイーンとして出演したこと。ナジャの自宅でメイキャップを教わる。だが当時は長く活動する意思もなく、趣味や部活動の感覚に近かったという。  社会人として16年目を迎えた頃、先輩であるナジャ・グランディーバの勧めで「明石家電視台」への出演を決意。（2023年の同番組2度目の出演を期に、退職日がオンエア日であったことを公表し、明石家さんまより「がんばれや」と叱咤激励を受ける。）
以前より親交のあったコシノジュンコよりファッションショーやイベントの出演を通じて多くのことを学ぶ。その後三女コシノミチコからも指示を仰ぎ、MICHIKO LONDONの初代ブランドアンバサダーとしてプレスを経験する。姉妹からより多くのことを学びながら同ブランドのディレクターを歴任。コロナ禍による販売方法の見直しを進め、販売プラットフォームをECやメディアへとシフトした。。同年メディアを中心に販売を開始、デザイナー本人と共に出演し、あらゆる層へのブランド認知と売上向上に務めた。またファッションの観点から、他ジャンルやあらゆるコンテンツとのコラボに注力。ブランドが持つ自由で、よりボーダレスなイメージの具現化を進め、アーティスト等のMVやステージにもブランドアイテムが登場し関心を得る。
ドラァグクイーンでありながら、ショーよりもMCに定評があった。現在ラジオの冠番組の他、単独トークライブ「こぢんまり」やトークショーと活動の範囲が実にユニークである。   。コロナ禍中にYouTubeとPodcastを開設。低迷している航空旅行業界へのエールをと、オレンジ航空という動画シリーズを配信した。PodCastではSAMMY'S ROOMをスタート。親交のあるアーティストを紹介したり、旅行で使える英会話コーナーと題し、せめてバーチャルな旅行体験を！という自らの心境も伝えている。
行政主体のイベント、大阪文化芸術フェスでは、大阪府庁舎に設けられたランウェイに登場。ドラァグクイーンの登場が話題を呼ぶ。翌年にはナレーターとして出演し、日本語・英語・関西弁のユニークなアナウンスに定評がある。
同年、日本からニュージーランドへの誘致の為、ニュー自由ランド　　 キャンペーンをニュージーランド航空日本支社が発表する。同社からの要請により、翌年ニュー自由ランド アンバサダーに就任、現地を訪問する。機内サービスや現地の魅力を伝える為、アーティストLUNA及び、JAY'ED（ニュージーランド生まれ）と共にライブ配信も行われた。
ANAグループが設立70周年を迎えた2023年3月、社内で開催されたイベントに、初のドラァグクイーンOBとして登壇し、話題を呼ぶ。本人は在籍時より、足枷にならまいとコンプライアンスを遵守していた為、名前の由来について「名言はしない」とラジオで度々語っていた。その為退職後も会社への敬意から、名前の由来もANAとの所縁についても不明瞭であった。しかし、ANAグループ70年という長い歴史の中で、ドラァグクイーンの登場は大きな変化だと捉え、同社の発展や成長に貢献したいという思いから出演を決意。結果、ANAに後押しされる形で、公表に繋がった。トークショー後自身のインスタグラムに、その思いが綴られており、出身企業名も明確になる（2023年3月更新のインスタグラムより）。
芸能界入りのきっかけを雑誌や番組で公表している。 2023年、テレビ番組のレギュラー出演で上京しているナジャ・グランデーバとは都内でも交流する機会があった。ある日番組で共演していた女装家のミッツ・マングローブと共に自宅へ来るとの連絡があり、急すぎると断った。しかし、ミッツ本人からも連絡があり手料理でもてなしたことがある。訪問したミッツから、芸能界での活動の幅を広げてみてはどうかと打診があり、後ろ向きに返答した。しかしミッツから「腹をくくりなさいよ」と留めを刺され、ナジャの意向やミッツの考えを聞いて事務所入りを決意する。また以前関西のラジオ番組でナジャとチキチキジョニーが番組内で、チキチキジョニーが所属する、松竹芸能の人材募集について触れ、番組内で松竹入りを促したことがあったが、本人には響いていなかった。その後コシノ姉妹の理解もあり、取締役を退任。現在に至る。因みに女装家の所属は、松竹傘下のプロダクション史上初となる。落語家でも役者でも芸人でもない為、同期が誰にあたるのかは定かでない。またチキチキジョニーを姉さんと呼んでいる。

## 人物
素顔は非公開。
両親との関係性は良くも悪くもないが、感謝していることの一つに、食育をしっかりしてくれたことだとラジオで話している。お陰で『苦手な食べ物はあるが、好き嫌いはない』という。その感覚が『苦手な人はいても、嫌いな人はいない』に似ていると話す。
もう一つ感謝しているのが、興味を示した玩具を否定されなかった点だと語る。とりわけ玩具の中でもシルバニアファミリーという玩具が自分の原点だという。当時子供ながらに、男の子は青で女の子は赤という『色別な識別』というステレオタイプに違和感を感じていた。だがなぜかシルバニアファミリーだけは買ってもらえ、もしそれがなければ今の自分はなかったとライブ配信で語っている。

## 出演

### テレビ番組
- 『有吉弘行のダレトク!?』（フジテレビ）
- 「人生が変わる1分間の深イイ話」（日本テレビ）
- 「マツコ会議」（日本テレビ）
- 「心おどる秋いち大感謝祭」（ショップチャンネル）
- 「ナジャグランディーバのチマタのハテナ」（eo光テレビ）
- 「走れみつくに社長」（テレビ大阪）
- 「おはよう朝日です」（朝日放送）
- 「カンテレHITOMON！！」（関西テレビ）
- 「世界をちょっとだけ変えるサミット」(関西テレビ)[22]
- 「ちゃちゃ入れマンデー」(関西テレビ)[23]
- 「痛快！明石家電視台」ドラァグクイーンSP (毎日放送)
- 「なるみ岡村の過ぎるTV」(朝日放送テレビ)[24]
- スーパー4Kマジック (BS朝日)
- 「超イイネ！ユニバーサル・スタジオ・ジャパン」(J:COMチャンネル)
- 今度ナニ観る！？(BS朝日)
- すももももももピーチCAFE (読売テレビ)
- ゲストダイアン（ABCテレビ）
- ゴゴスマ（TBS・CBCテレビ）
- NEWSおかえり（ABCテレビ）
- 「片っ端から喫茶店」（テレビ大阪）

### ラジオ番組
- 『sora x niwa』（ソラトニワ梅田 FM）
- 『Your Playlist 新春特別企画 』（ベイエフエム）
- J3 Thursday Midnight SNACK（エフエム大阪）（不定期　出演）
- 『ナジャ・グランディーバのレツゴーサタデー』（毎日放送）
- 『EVENING STATION』（エフエム戸塚）－月曜～金曜日17：00～18:55放送（各月第4火曜日 出演）
- 『石井亮次と福島暢啓のフダンギダンギ。』（MBSラジオ）
- 『桑原征平 粋も甘いも』（ABCラジオ）
- 『ABCフレッシュアップベースボール』（ABCラジオ）
- 『それU.K.!!ミライbridge』（エフエム大阪）
- 『松原タニシの恐味津々』（MBSラジオ）
- 『UP↑↑』－毎週火曜～木曜日18:00～21:00・ 水曜日パーソナリティー（ABCラジオ）[25]
2023年度の下半期限定で火 - 木曜日の18:00 - 21:00に編成されている生ワイド番組で、朝日放送テレビ アナウンサー 塚本麻里衣とのコンビで担当。他の曜日がアイドルのファン層が多いのに対し、水曜日は中高年のリスナーファンが多い。水曜日は特徴として、育児日記・相談コーナー・ドラァグクイーンのニュースコナー等が組まれており、X（旧Twitter）では水曜日リスナーを独自にUpりんと呼んでいる。ナイターオフの番組では珍しくトレンド入りし話題となる。[26]

- 高田文夫のビバリー昼ズ　(ニッポン放送)　[27]
- intense! (エフエム大阪)
- ウラノウラまで浦川です (ABCラジオ)
- 征平・吉弥の土曜も全開!! (ABCラジオ)
- マーブル！（KBS京都）
- ミッツ・マングローブのOSAKA・ん！メガミックス(MBSラジオ)
- 美の国Clip特番 〜サマンサ・チキチキmeets森の芸術祭〜 (ラジオ関西)

#### レギュラー
- Clip - 毎週月曜〜金曜日13:00〜16:00・金曜パーソナリティー (ラジオ関西)  2022年4月4日開始番組。2024年3月まで火曜日パーソナリティーを担当していた関西を拠点にしているインスタグラマー、ウラリエと出演。2024年4月の改編からはこれまでの放送に加えて、新たに金曜日にも放送されることになった為。放送時間も1時間30分拡大され、13:00 - 16:00の3時間の生ワイド番組となる。
- サマンサ・アナンサのDOUP-毎週土曜よる7:00〜9:30(朝日放送ラジオ) 8月の全国高等学校野球選手権本大会期間中を除いて阪神タイガースのナイトゲームが組まれていない土曜日に放送している生ワイド番組。2023年度に同局で放送していた「UP↑↑」の派生番組である。水曜日の出演者から、サマンサ・アナンサが「パーソナリティ」、ABCアナウンサーの塚本麻里衣が「パートナー」として出演している。2024年12月28日の放送をもって、ABCアナウンサー塚本麻里衣が産休の為降板。ABCアナウンサー佐藤修平がゲスト出演し後任になることを、番組内で発表した。2025年1月の放送からは佐藤修平と放送をスタート。

### インターネット番組・配信
- 水都大阪 2015 NANIWA Halloween Party（MAiDiGi TV）
- 大阪府観光誘致インフォマーシャル（大阪府制作）
- 『ナジャグランディーバのレツゴーサタデー』2020.9.19（MBSラジオ）
- 阪急メンズCULTURE HUNTER PROJECT（CULTURE HUNTER公式チャンネル）
- 大黒摩季ファンクラブイベント　公開レコーディング [28]
- nutsチャンネル（nuts公式チャンネル）
- チマタのハテナ（eo光テレビ）
- 「ニュー自由ランドアンバサダー」オークランドから生ライブ（with LUNA・JAY’ED）
- Repezen Foxx 240時間生配信・アマギフおみくじ 2022年12月25
- 『松原タニシの恐味津々』（MBSラジオ）
- 『石井亮次と福島暢啓のフダンギダンギ。』（MBSラジオ）
- 就活会議 -エアライン受験対策
- 5 minutes -転職と挑戦

### MV・楽曲
- MICHIKO LONDON KOSHINO / SHO（阪急メンズCULTURE HUNTERタイアップ）
- BIG4 BIGBOSS (ビビビビッグボス) / HARTY（新庄剛志出演 BITPOINTテレビCMソング）
- 楽しまなくちゃそん！/ D3－シングルリリース（TSUGUMI）

### 舞台・イベント
- KIRINハードシードルプレゼンツ in 大阪
- 『水都大阪 2015 NANIWA Halloween Party』（中の島公会堂）
- MICHIKO LONDON KOSHINO MLK 30th ANNIVERSARY COLLECTION
- KANSAI COLLECTION 2017 A/W （京セラドーム）
- 大黒摩季 25th Anniversary JAPAN Tour SEASON 2・3 ～47Stars Higher!! Higher!! Greatest Hits～
- TOKYO RAINBOW PRIDE PARTY OF LIFE 大黒摩季スペシャルライブ
- JUNKO KOSHINO Collection in Naha
- 大阪府『大阪文化芸術フェス』JK Collection （2018・2019）
- 大黒摩季 MUSIC MUSCLE 公開ファンクラブイベント
- 日本博 JAPAN盆踊りFESTIVAL2022 （池袋グローバルリングシアター）
- Apple JAPAN in TRP2023
- UNIFORM EXPO 2023 (グランキューブ大阪)
- 創刊22周年記念 NOËL LEON 2023 (W大阪)
- BS朝日PRESENTS Mr.マリック超魔術団 2024 -東京・滋賀・大阪 (D3、MC出演)
- 東京ガールズコレクション松山（TGC松山）
- ラジオ関西まつり

### トークショー・講演
- 兵庫県立美術館 特別展ヒロココシノ展トークショー ー EX・VISION　TO THE FUTURE　未来へ ー [29]
- ANA主催トークショー（ANA社内）2023年3月
- 特別授業 Enjoy The After School in 京都成章高等学校 2023年7月
- 単独トークライブ 「こぢんまり」QUEEN'S TALK LIVE (DAIHATSU心斎橋　角座) 2024年5月・9月
- 大阪しごとフィールドLife is Beautiful（大阪府）
- 自己表現と自信の醸成〜キラめく未来へ〜（大阪府看護協会）

### マガジン・新聞
- 水都大阪2015　modelpress 2015年10月
- GLITTER Online 2020年1月
- 時事通信・産経ニュース・読売新聞オンライン 2023年4月
- ニュージーランド航空日本支社「ニュー自由ランド」キャンペーン WEB 掲載 2023年5月
- SAVVY 9月号 - 京阪神エルマガジン社
- 日経クロスウーマン 10・11月 - 日経BP [30]
- ENCOUNT 2月 - Creative2 [31]
- LEON 2024年1月25日[32]
- 朝日新聞 人生を支える元上司の言葉「らしさ」求める気鋭のドラァグクイーン (朝日新聞・朝日新聞オンライン）2024年7月2日[33]

### 制作
- Midnight SNACK(川崎亜沙美) J3 Thursday - エフエム大阪 番組エンディングテーマ (Piano ・Chorus) [34] [35]
- Stay Home Stay Safe Piano（LUNA）
- ＃BLM（Selfリリース）
- 大黒摩季アルバム『PHOENIX』(support)
- 名古屋ウィメンズマラソン公式応援ソング　Let’s☆Go!!Girls / 大黒摩季 (support)
- AI / HARTY (Transcription)

## 参加ユニット

### D3（ディースリー）
Mr.マリックの実娘でラッパーのLUNA、ドラァグクイーンの枝豆順子と共にD3（ディースリー）というドラァグクイーントリオのメンバーでもある。当初はコロナ禍を期に爆誕したYouTubeコンテンツであったが、「楽しまなくちゃそん」という曲がリリースされ、企業イベントやLIVE、メディアにも徐々に活動の幅を広げている。2022年から枝豆順子がホストMCを務めるFM837の人気番組「EVENING STATION」に同じD3のメンバーであるLUNAと共に、各月第4火曜日に登場。番組では17時台のニュースキャスターを務めている。実際にD3の放送日は、お便りリクエスト数が多く、番組内で読み切れないことを毎回謝罪している。
一方では、大黒摩季とも親交があり、大黒摩季が主宰として企画する「大黒組」のメンバーとしても、配信イベントやライブ等に時折参加している。